# Grivița (Galați)
Grivița è un comune della Romania di 3 863 abitanti, ubicato nel distretto di Galați, nella regione storica della Moldavia.
Il comune è formato dall'unione di 2 villaggi: Călmățui e Grivița.